# Institut für Luftrecht, Weltraumrecht und Cyberrecht der Universität zu Köln
Das Institut für Luftrecht, Weltraumrecht und Cyberrecht der Universität zu Köln ist eine wissenschaftliche Einrichtung der Universität zu Köln, die Forschung und Lehre im Bereich des Luft- und Weltraumrechts sowie des Völkerrechts und seit 2017 des Cyber Laws betreibt. Es ist das einzige Institut mit diesem Forschungsschwerpunkt im deutschsprachigen Raum. Gegenwärtig wird es von Stephan Hobe geleitet und gibt die Schriften zum Luft- und Weltraumrecht heraus. Ferner ist es Sitz der Zeitschrift für Luft- und Weltraumrecht (ZLW).

## Geschichte
Die Geschichte des Instituts geht auf das 1925 von Otto Schreiber im Haus der Technik an der Universität Königsberg gegründete Institut für Luftrecht zurück. Zwei Jahre zuvor hatte die Junkers Luftverkehr AG den ersten Linienverkehr zwischen Berlin – Moskau und Teheran aufgenommen. Zunehmend entstand in den 1920er Jahren die Notwendigkeit sich mit den aus dem Luftverkehr entstehenden Rechtsfragen zu befassen. Schreiber war es gelungen dafür die finanzielle Unterstützung der damals führenden Luftfahrtunternehmen zu bekommen. Als er 1929 verstarb, wurde sein ehemaliger Assistent Hans Oppikofer neuer Leiter des Instituts. Oppikofer verlegte das Institut 1935 an die Universität Leipzig. Der gebürtige Schweizer entschloss sich 1938, Deutschland zu verlassen, gab seine Leipziger Professur auf und kehrte in die Schweiz zurück. Sein Nachfolger wurde Rüdiger Schleicher, der als Ministerialrat im Luftamt das Institut 1940 nach Berlin brachte. Schleicher war Mitglied der Personengruppe, die an dem gescheiterten Attentat vom 20. Juli 1944 auf Adolf Hitler beteiligt waren. Er wurde noch im April 1945 hingerichtet. Das Institut selbst wurde im Zweiten Weltkrieg zerstört.
Unter Alex Meyer wurde das Institut zunächst unter der Bezeichnung „Forschungsstelle für Luftrecht“ an der Universität Köln wiedereröffnet. Später wurde die Einrichtung in „Institut für Luftrecht und Weltraumrechtsfragen“ umbenannt. 1974 übernahm Karl-Heinz Böckstiegel die Führung des Institutes, der dessen Ausrichtung auf das Weltraumrecht ausdehnte. 1977 erhielt das Institut seinen heutigen Namen und steht seit 2001 unter der Leitung von Stephan Hobe.

## Regelmäßige Veranstaltungen
Einmal im Jahr lädt das Institut interessierte Juristen und Wissenschaftler zu einem internationalen Fachgespräch Luftrecht ein. Gleichzeitig zum öffentlichen Fachgespräch findet regelmäßig die Fachgruppensitzung für Mitglieder der Deutschen Gesellschaft für Luft- und Raumfahrt (DGLR) sowie der Deutschen Vereinigung für Internationales Recht (DVIR) statt.

## Bibliothek
Unter der Leitung einer hauptamtlichen Bibliothekskraft verfügt die Bibliothek des Instituts über einen Präsenzbestand von ca. 17.000 Monographien, 190 Zeitschriften davon 46 laufend gehaltene Periodika zu den Fachbereichen Luft- und Weltraumrecht sowie des Völkerrechts. Hier stehen etwa 20 Arbeitsplätze und Zugang zu zahlreichen rechtswissenschaftlichen Datenbanken zur Verfügung. Die Institutsbibliothek ist offizielle Hinterlegungsstelle (Depository Library) der Internationalen Zivilluftfahrtorganisation (ICAO) in der ICAO Schriften und Annexe eingesehen werden können.